# Arystoteles i Dante odkrywają sekrety wszechświata
Arystoteles i Dante odkrywają sekrety wszechświata (ang. Aristotle and Dante Discover the Secrets of the Universe) – amerykańska powieść young adult napisana przez Benjamina Alire Sáenza, której premiera miała miejsce 21 lutego 2012. Pierwsze polskie wydanie ukazało się pod tytułem Inne zasady lata w 2013 nakładem wydawnictwa Rodzinne w tłumaczeniu Agnieszki Skowron. Drugie tłumaczenie ukazało się w 2021, nakładem We Need YA. Zajmowała się nim Agnieszka Brodzik. Akcja rozgrywa się w El Paso w Teksasie w 1987 i opowiada o dwóch amerykańsko-meksykańskich nastolatkach, Arystotelesie  „Ari” Mendozie i Dante Quintanie, ich przyjaźni oraz zmaganiach z tożsamością rasową, etniczną, seksualnością oraz związkami rodzinnymi. Filmowa adaptacja, napisana i wyreżyserowana przez Aitcha Alberto, miała swoją premierę 9 września 2022.